# Hypomecis latipennis
Hypomecis latipennis är en fjärilsart som beskrevs av Butler 1889. Hypomecis latipennis ingår i släktet Hypomecis och familjen mätare. Inga underarter finns listade i Catalogue of Life.